# 플라멘
플라멘(flamen, 복수형: flamens 또는 flamines)은 고대 로마의 사제를 뜻하며, 로마 공화정 기간 국가적 숭배를 받았던 18명의 신 중 한 명씩 맡아 관련 업무를 주관했다. 이들 중에 가장 중요했던 이들은 플라미네스 마이오레스(flamines maiores, 주요 사제들) 3명으로, 로마의 주요 신들인 유피테르, 마르스, 퀴리누스 등에 배정되었다. 나머지 12명은 플라미네스 미노레스(flamines minores, 하위 사제들)이라 한다. 미노레스 중 두 명은 이름이 현재는 알려지지 않은 신들을 섬겼으며, 나머지 이들도 이름 외에는 알려진 것이 거의 없는 신들을 섬겼다. 제정 시대 기간, 신격화된 황제(라틴어: 디부스/divus)에 대한 숭배에서도 플라멘이 있었다
공화정 시대 15명으로 구성된 플라멘들은 국가의 후원을 받는 종교들을 주관하는 국가 사제단의 구성원이었다. 플라멘에 공석이 있을 때, 폰티펙스가 임시로 대체를 할 수 있었다고 하며, 그럼에도 폰티펙스 막시무스만이 플라미네스 마이오레스 중 하나인 플라멘 디알리스를 대체했던 것으로 알려져 있다.

## 어원
플라멘의 어원은 모호하며, 그 어원의 근원을 증명해낼 수 없을 것이다. 플라멘이라는 용어는 본래 '제물'을 뜻했을 인도유럽조어 어근 *bʰleh₂d-m(e)n- (혹은 *bʰleh₂g-m(e)n-)을 가정하여, 게르만조어 동사 *blōtanan ("제물을 바치다"/ 참조 고트어 blotan)과 관례적으로 연결된다. 허나, 그 연결 고리는 분명하지 않는데 라틴어인 플라멘(flamen)이 초창기의 flă-men, flăd-men 또는 flăg-smen을 반영했는지는 밝히는 것은 불가능하기 때문이었다.
인도유럽학자 G. 뒤메질은 플라멘을 산스크리트어 '브라만'과 연결시켜려 했었다. 그의 어원 추론에는 음운론 변화에 있어서 문제가 있었고, 현대 언어학자들은 그의 주장에 대하여 보통은 받아들이지 않고 있다.
앤드루 실러는 '플라멘'이 베다 산스크리트어의 어원과 같을 수도 있다는 주장에 대해서 그럴듯하다고 본다. 그는 고트어 blotan 과 인도유럽조어 *bʰleh₂d-m(e)n-를 통한 연관성 이론에 대해서 똑같이 그럴듯하다고 하였다.

## 역사
아우구스투스의 종교 개혁이 이뤄지던 시기에, 로마 내 오랜 기간 방치된 신들의 성직자들의 기원과 기능들은 로마인들 사이에서도 혼동되고 있었다. 일부 잊혀진 신들 (예시로 팔라케르, 팔라투아, 퀴리누스, 볼투르누스 등)에게도 플라멘이 할당된 것은 이 직위가 고전기 로마 시대로 거슬러 올라감을 암시한다. 여러 학자들은 플라멘들이 최소한 공화정 설립 이전, 초기 로마 왕정 시대에 존재했을 것이라 본다. 로마인들은 사제 단체의 설립을 제2대 로마의 왕 누마 폼피리우스가 세운 것이라고 하였다. 리비우스에 의하면, 누마는 플라미네스 마이오레스직 3개를 만들었고 이들에게 고급 예복과 대관 의자를 주었다고 한다. 플라멘들은 또한 여러 금기 사항들로 제한을 받았었다.
플라멘은 로마 사회에서 신성한 지위였으나, 정치적 목적으로 쓰일 수도 있었다. 특정 사람들은 이들이 권력을 얻는 걸 막기 위해서 플라멘에 임명될 수도 있었다. 예시로 플라멘들은 말을 타는 행위가 금지되었고 따라서 이는 군대를 이끌고 지휘하는 사람에게는 엄청난 어려움을 유발할 수 있었다. 이러한 직위를 얻음으로써, 플라멘들은 정치 업무를 맡거나 운영하는 것이 허용되지 않았다. 적을 만들거나 단순히 질투심 같은 이유로 자기 권력 및 정치 분야에서 발전을 막기 위해 임명된 플라멘이 있었을 수도 있다.

## 임명
플라멘은 로마 사회 및 종교에서 고위 직책이었다. 따라서, 플라멘으로 간택되기를 바라는 이들을 선발하는 과정은 까다로웠다. '플라멘 디알리스'의 경우에, 이들은 폰티펙스 막시무스가 선발한 자들이었다. 국가 사제단에 의하여, 폰티펙스 막시무스에게 후보자 인원 세 명을 할당하였으며, 이 후보자들도 로마인들한테 대단히 가치 있는 직책으로 여겨졌다. 폰티펙스 막시무스는 신임 플라멘 디알리스를 그냥 선발하지 않고, 후보자와 후보자의 아내가 해당 직책에 알맞은지를 확실히 하기 위해 자격 요건을 면밀히 살폈다. 플라멘과 그의 아내가 선발이 된 뒤에, 이들은 '캅티오'(captio)라고 하는 로마의 전례 및 의식에 참여해야만 했다. 이 의식은 아우구르들이 주관하였으며, 신들이 새로운 플라멘을 받아들일 것인지를 알아보는 행위였다. 이 전례는 신들의 왕 유피테르의 축복을 요청하고, 신들은 사람들에게 적절한 계시를 보여줌으로써 반응하며 끝이 났다. 이러한 의식들은 코미티아 칼라타 (호출의 집회)라 알려졌고 카피톨리노 언덕에서 행해졌다.

## 특권과 불편
로마 사회에서 플라멘 같은 지위는 많은 특권들이 뒤따랐고, 이에 따라 이들에게 독특한 권력이 부여되었다. 법률 및 형사 재판 중에, 플라멘은 막대한 권한을 행사하였으며, 한 인물이 범죄자로 여겨질 시에, 그 대상자는 범죄자들을 사면하는 권한이 있던 플라멘들에게 탄원을 할 수 있었다. 또한 플라멘들이 지닌 다른 특권들도 있었다. 시럴 베일리에 의하면, 이 특권들에는 아버지의 '파트리아 포테스타스'(Patria Potestas, 아버지의 권한)로부터 예외이고, '토가 프라이텍스타' 착용을 할 수 있었다. 또한 개인 릭토르 한 명을 둘 수 있었고 대관 의자에 앉을 수 있었으며 원로원에서 당연직으로서 권한도 있었다. 기원전 390년에 갈리아인들의 로마 약탈이 일어나던 당시에, 플라멘들에게 특별한 임무가 주어지기도 했다. 로마의 문화와 역사를 보존하기 위하여, 플라멘들 및 베스타 사제단 같은 종교 조직들은 로마의 성물들을 담당하게 되었다. 이들의 목적은 이 보물들을 로마 밖으로 가져가 갈리아인들에게 파괴되지 않게 하는 것이었다. Ralph Mathisen은 "이들의 신성한 숭배 의례는 그것을 지키고자 하는 단 1인이라도 있었기에 오랜 기간 버려지지 않았다."라고 하였다.
플라민들은 또한 많은 행동 및 의례들의 제약을 받았다. 사망 시에, 플라멘들은 장례 의식을 진행을 맡았다. 그러나 그것 외에는, 플라멘들은 종교 임무를 따르기 위하여 죽음과 관련한 어떠한 접촉도 금지되었다. 한 가지 극단적인 예시는 플라멘의 아내 (플라미니카, flaminica)의 경우였다. 이들은 자연사한 짐승의 가죽으로 만든 신발인 '칼케이 모르티키니'(Calcei Morticini) 착용이 허용되지 않았다. 자연사한 짐승은 종교 의식 및 신들에게 바쳐진 것이 아니었기에, 이들로 만든 신발은 신들에게 있어 불결하고 무례한 것으로 여겨졌을 것이다.
플라멘들에게 주어진 또 다른 제약 사항으로는 이스트(효모), 날고기, 염소, 개, 담쟁이덩굴, 콩 등을 만지거나 보거나 언급하는 것이 금지되어 있었는데 이것들이 플라멘의 종교 행위들을 방해할 수 있다고 생각되었기 때문이었다. 앞에 언급한 대부분은 불결이나 죽음과 연관된 것들이었다. 플라멘들이 종교 의식을 행해야 할 때, 날고기와 접촉을 피하는 것이 거의 불가능하였다. 그렇지만, 로마의 기록물들은 이러한 일들에 대해 기록을 남기지는 않았다. 플라멘들은 구속이 금지되어 있었다. 이들은 어떠한 일로도 구속될 수가 없었는데 구속을 당하면 플라멘으로서 지위가 방해하거나 위태롭게 할 수 있었기 때문이었다. 따라서, 이들이 구속될 수 있는 유일한 것은 이들이 지닌 종교적 지위와 사제단으로서의 것이었다.

## 혼인
플라멘의 혼인은 아주 중요하였는데 플라멘 지위 요건에 필요한 요구 사황 중 하나였기 때문이었다. '플라멘'과 그의 아내 (플라미니카)는 파트리키 출신이어야 했고 이들의 부모는 '콘파레아티오'라고 하는 고대 의식을 통해서 혼인을 올려야만 했다. 이러한 요건은 플라멘에게만 적용되었으며, 부부가 결혼을 할 때, 아내가 남편 가정의 일부가 되었기 때문이었다. 콘파레아티오 과정을 통해서, 플라멘의 아내는 아버지한테서 남편에게 수권(手權, manus)이 넘어가게 된다. 이로 인해 아버지의 권한이 남편에게로 전해져 남편이 갖고 있던 종교 숭배 의식의 일부가 되었다. 아내가 처녀이어야 하고 곧 있을 플라멘과의 혼인 전에 미혼인 것이 필수였다. 플라멘 지위는 또한 아내에게 많은 의존을 하였는데 부부가 같이 그 업무를 하기 때문이었다. 부부 중에 한 명이 사망할 경우, 나머지 한 사람은 지위에서 물러났는데 아내나 남편을 잃고 혼자가 되는 것이 불길하다고 여겨졌다.
플라멘과 플라미니카는 별거나 이혼할 수가 없었다. 결혼에서 벗어나는 유일한 방법은 죽음을 통한 것이었는데, 한번 플라멘의 지위를 얻게되면 이들은 그들이 맡은 신의 것이 되기 때문이었다. 부부는 함께 활동하기에, 이들은 특정한 의식을 함께 수행하는 것에 대한 책임이 있었다. 특정 행위 및 의례를 하는 동안, 플라멘과 플라미니카는 정화 의식을 진행할 필요가 있다면 그 기간에 서로에게서 떨어져 있어야 하는등 특정한 규칙들을 따라야만 했다. 이들이 따른 또 다른 의례에는 침대와 같이 있는 것이었다. 플라멘과 플라미니카는 의례 기간 때는 침대에서만 자는 것이 허용되었고, 어느 상황에서든지 3일 이상을 침대에서 떨어져 밤을 보낼 수 없었다. 이 방침은 부부 사이의 강력한 관계를 형성하고 지키라는 것을 의미하였다. 침대 밖은 '얇은 점토벽'으로 있을 뿐이라는 것이다.

## 의복
아주 옛날부터 전해진 바에 따르면 플라멘의 공식 의복은 '아펙스'(apex)라고 하는 모자와 라이나(laena)라고 하는 무거운 외투였다. 라이나는 가장자리에 장식용 술이 달린 이중 양모 망토로, 플라멘의 토가 위로 착용하며 목 주변으로 이 망토를 고정시키기 위한 걸쇠가 있었다. 아펙스는 얇은 끈이 달리고 모자 위에 막대기 모양의 올리브 목제로 포인트를 준, 가죽으로 된 스컬캡이며, 막대기 하단에는 양모 솜털이 조금 있었다. 이런 복장이 플라멘이 의식을 벌일 동안에 입던 전통 복장이었다. 플라멘은 일상적으로 라이나를 착용하지는 않았을 것이다. 또한 이들은 '칼케이'라고 하는 특별한 신발을 신었다. 플라멘의 의복은 지위를 나타내었다. 플라멘들만이 이러한 복장을 입을 수 있었다. 이런 점은 이들을 일반 시민들, 정치적, 군인들과 구분시켰다. 이런 복장을 마련하는 것은 플라미니카의 몫이었다. 플라멘의 의본은 직접 만드는 것이었고 '세케스피크타'(secespikta)라고 하는 의식용 칼도 이런 목적으로 사용되었다. 라이나는 양모로 만들어야만 했는데, 양모는 순수하여 신들을 섬기기에 가장 적절한 것으로 보였기 때문이었다.

## 의무와 규정 사항
플라멘과 플라미니카는 다른 이들이 할 수 없는 특별한 역할이 있었다. 로마 사회에서 이들의 지위는 엄격한 규칙을 갖춘 상세한 기준에 따라 유지되었다. 플라멘은 플라미니카의 일들을 할 수 없었고 플라미니카는 남편의 일을 할 수가 없었다. 한 예시로 양을 죽이고 제물로 바치는 행위인데, 이는 유피테르에게 공물을 바치는 것으로 알려져 있으며 플라미니카가 장날에서만 할 수 있는 것이었다. 플라멘은 플라미니카가 없으면 본인이 맡은 업무를 할 수 없었다. 신을 섬기는 이 플라멘으로서의 지위는 남편과 아내가 함께 섬긴다는 것을 의미하였으며, 각자 서로가 서로에게 의존하는 동반 관계였다. 이런 점은 누군가가 사망했을 시에 나머지 한 사람이 지위에서 물러나야만 하는 이유였는데, 이들은 동반자를 대체하거나 혼자서 계속 이어나갈 수 없었기 때문이었다.

## 플라미네스 마이오레스
플라미네스 마이오레스 3명은 파트리키 출신이어야만 했다:
- 플라멘 디알리스 - 하늘의 신이자 신들의 지배자 유피테르의 제례를 주관했다.
- 플라멘 마르티알리스 - 전쟁의 신 마르스에 대한 제례를 주관하였으며 마르스에게 신성시되는 날들에 벌어진 공공  의식도 맡았다. 마르스의 신성한 창들은 군단들이 전쟁을 준비할 시에 플라멘 마르티알리스가 의례적으로 흔들어졌다.
- 플라멘 퀴리날리스 - 체계화 된 로마인들의 일상을 감독하고 마르스의 평화로운 측면과 연관되어 있는 퀴리누스에 대한 제례를 주관하였다. 플라멘 퀴리날리스는 퀴리누스에게 신성시되는 날들에 열린 의식도 맡았다.

네 번째 플라멘 마이오르는 로마 당국에 신격화 (divus)된 율리우스 카이사르에게 할당되었다. 그 뒤로, 사망한 어느 황제들도 원로원과의 투표와 후임 황제의 동의가 있을 경우에 신격화가 될 수 있었으며, 신격화 된 존재로서, 플라멘들이 담당하여 제례를 주관해주었다. 살아있는 황제들과 관련하여 플라멘의 역할은 불분명하며 살아있는 황제가 공식적으로 신으로서의 숭배를 받았다고 알려진 사례가 없었기 때문이다.
플라멘은 대행자(proflamen)나 혹은 플라멘의 대체자로서 활동할 수있는 직위를 가지지 않은 누군가가 대신할 수도 있었다.

## 플라미네스 미노레스

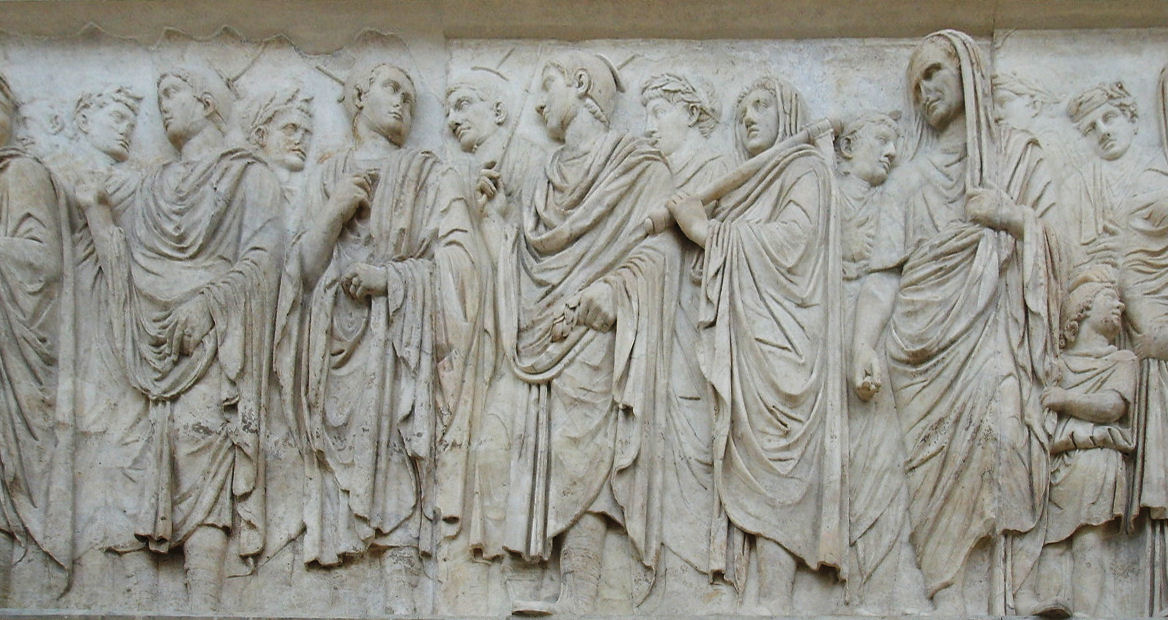
아우구스투스의 평화의 제단에 묘사된 행렬 일부 속에서, 막대기가 달린 '아펙스'로 구분이 되는 플라멘들의 모습

플라미네스 미노레스 열두 자리는 플레브스 출신들도 될 수 있었다. 이들 주관으로 제례가 이뤄지던 일부 신들은 다소 불분명하며, 이 중에 10명만이 그 이름이 알려져 있다:
- 플라멘 카르멘탈리스 - 카르멘티스의 플라멘
- 플라멘 케레알리스 - 케레스의 플라멘
- 플라멘 팔라케르 - 팔라케르의 플라멘
- 플라멘 플로랄리스 - 플로라의 플라멘
- 플라멘 푸리날리스 - 푸리나의 플라멘
- 플라멘 팔라투알리스 - 팔라투아의 플라멘
- 플라멘 포모날리스 - 포모나의 플라멘
- 플라멘 볼카날리스 - 불카누스의 플라멘
- 플라멘 볼투르날리스 - 볼투르누스의 플라멘

공화정 시기에 별도의 플라미네스 미노레스 두 명이 있었으나, 이들이 할당된 신의 이름은 알려져 있지 않다. 플라미네스 미노레스는 농업 및 토착 숭배와 대부분 연관되어 있는 것처럼 보인다. 도시 생활 방식으로의 변화가 이들 신들이 그 중요성을 상실하거나 잊혀지게 되었는지를 설명할 수도 있다.
플로라릴스와 포모날리스는 이들의 축일이 유동적이었기에 역법에 표기되지 않았다. 5월의 칼렌다이에 퀴리누스 숭배와 관련한 포르투날리스의 제례 역할 그리고 마이아 숭배와 관련하여 볼카날리스의 제례 역할에 대한 정보 일부가 존재한다. 또한 플라멘 케리알리스가 케레스, 텔루스 등에게 제물을 바칠 때 언급한 신들의 목록도 보존되어 있다.
학자들은 플라미네스 마이오레스와 미노레스 간의 어느 정도 차이가 있다는 것에 대하여 의견이 일치하지 않고 있다. 일부는 그 차이가 크지 않다고 주장한다. 뒤메질을 포한 다른 이들은 자녀의 부모들이 '콘페라티오' 의식을 통해 결혼했다는 것들 의미하는 파레아티 출신에 의해서 근본적인 차이점들이 '아우스피키아 마이오라'와 마이오레스만이 관련 있는 취임 제례 권한에 있다고 믿는데, 콘페라티오 형태의 혼인은 이에 따라 마이오레스에게 요구되는 것이었다. 마이오레스는 또한 매일 업무를 수행하는 보조자들인 '칼라토레스'를 둘 수 있는 특권이 있었다. 따라서 이런 차이점들은 '임페리움'을 지닌 정무관들과 포테스타스만을 둔 정무관들 사이의 차이와 유사하였을 것이다.

## 참조
1. ↑  
"산스크리트어 브라만은 ... 구나와는 반대로 *bhelgh-men- 또는 *bholgh-men-에서 유래하였다. 라틴어 플라멘은 인접 형태인 *bhlagh-smen-에서 유래했음이 틀림없으며, 급격한 -el- 또는 - ol- 등의 형태가 생긴 것과 마찬가지로 *bhlagh-smen-  동일한 변화를 나타내고 있다." — Dumézil[6]
2. ↑  
뒤메질은 기술적인 어려움들에 대해서 알고는 있었지만, 다이애드라는 면에서 상호 관계의 한 부분이라는 점과, 인도유럽조 사회조직을 뒤받침하는 뒤메질의 삼기능 가설에서  Skt. ráj- / Latin rēg-,이 핵심적인 역할을 했다는 점들들을 바탕으로 해서 미약한 연결 고리를 지지하였다. 그는 이 비교 사회학 체제가 주장된 두 용어 관계 간의 유사한 정체성을 강화한다고 주장하였다.[8][9][10]